# Клеммер, Берт
Берт Клеммер (эст. Bert Klemmer; 15 октября 1993, Таллин) — эстонский футболист, опорный полузащитник.

## Биография
Воспитанник клуба «Виймси» и таллинской «Флоры». Большую часть карьеры провёл в клубах, входивших в систему «Флоры» — «Валга Уорриор», «Элва», «Флора-2», «Вильянди», «Курессааре». Дебютировал во взрослом футболе в апреле 2009 года в составе «Элвы», игравшей в третьем дивизионе Эстонии. Летом 2011 года перешёл в клуб высшего дивизиона «Вильянди», где дебютировал 12 июля 2011 года в матче против «Таммеки». Свой первый гол в элите забил 22 октября 2011 года в ворота «Аякса Ласнамяэ». В «Вильянди» провёл полтора сезона, а после его расформирования перешёл в другой клуб высшего дивизиона — «Курессааре». В конце карьеры играл в третьем дивизионе за «Виймси». В 21-летнем возрасте завершил игровую карьеру.
Всего в высшем дивизионе Эстонии сыграл 51 матч и забил 2 гола.
Выступал за сборные Эстонии младших возрастов, сыграл 36 матчей, из них 25 — за команду 19-летних. Участник финального турнира чемпионата Европы среди 19-летних 2012 года, проходившего в Эстонии, на турнире принял участие во всех трёх матчах своей команды.
С середины 2010-х годов жил и учился в Англии, получал образование спортивного менеджера и психолога. В 2020 году получил степень PhD в университете Лафборо по психологии. Работает в Англии психологом, а также сотрудничает по интернету с эстонскими спортсменами и клубами.